# Pierre de Maricourt

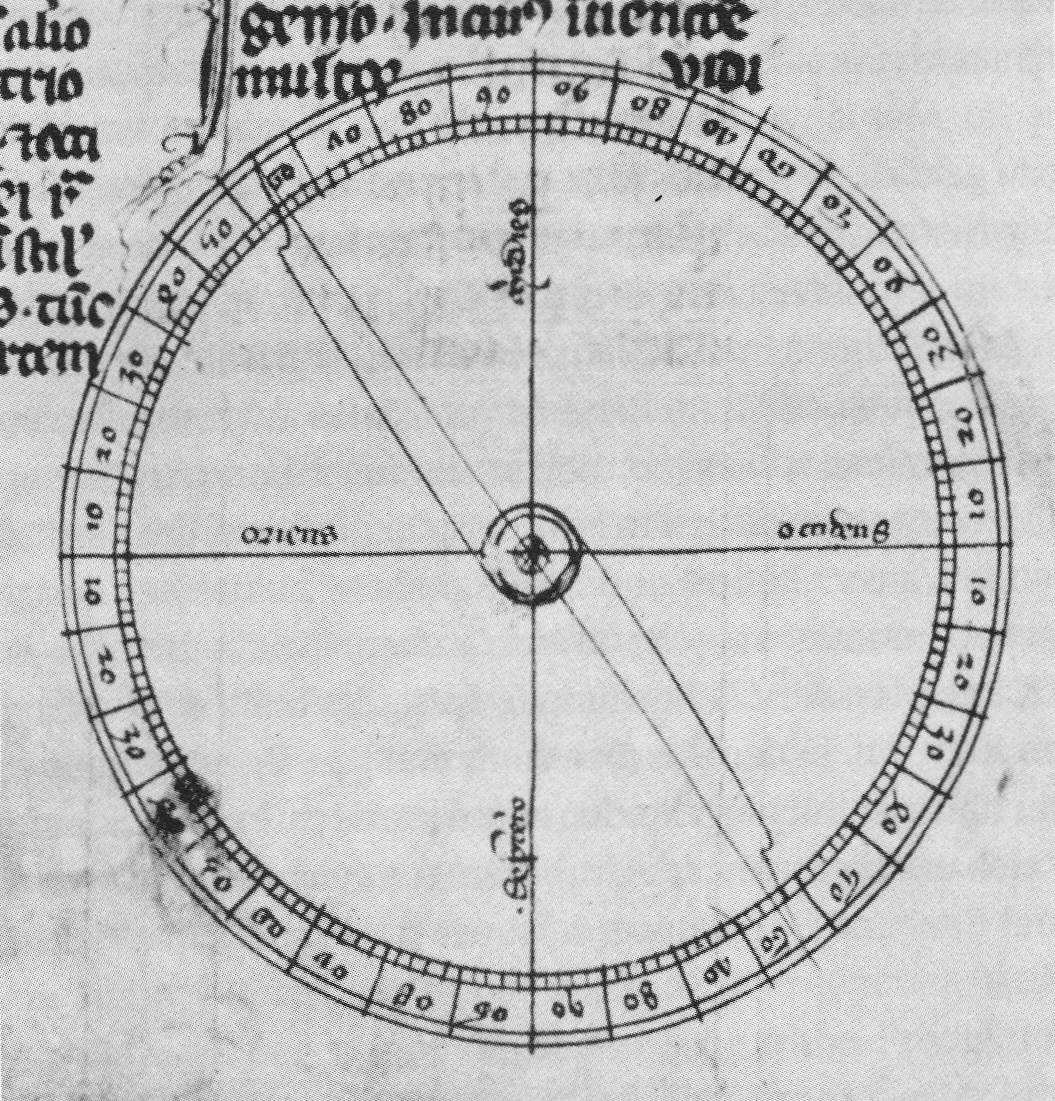
Teckning av en kompass in en avskrift av "Brev om magneten från mitten av 1300-talet

Pierre de Maricourt eller Petrus Peregrinus av Maricourt var en fransk forskare från 1200-talet som gjorde experiment med magneter. Han skrev den äldst bevarade avhandlingen om magnetism.

## Liv
Inte mycket är med säkerhet känt om Pierres liv. Han härstammade från byn Maricourt nära Péronne i Picardie. Brevet om magneten skickade han 8 augusti 1269 från ett militärt läger utanför Lucera i Apulien till en Syger hemma i Picardie, som beskrivs som "soldat". Pierre var i Italien i tjänst hos Karl I av Anjou. Han tituleras "peregrinus", som kan betyda pilgrim eller korsfarare, och hertig Karls fälttåg mot Lucera hade sanktionerats av påven som ett korståg. Roger Bacon skriver med stor uppskattning om en "magister Petrus", och man antar att han där syftar på Pierre de Maricourt.

## Verk
Det finns ungefär 30 bevarade medeltida handskrifter av "Epistola de Magnete". Det korte verket består av två delar: den första delen ger en beskrivning av magnetens egenskaper, den andra delen ger tillämpningar. Syftet med brevet var nog att beskriva ett plan för en magnetisk evighetsmaskin.
Efter brevets inledning ges specifikationer för en bra magnet: stenens färg ska vara blågrå och inte rött (färgerna av magnetit respektive hematit) och magneten bör vara homogen, tung och stark. Som fyndplatser anges Normandie, Flandern och Picardie. Sedan följer den första beskrivningen av magnetens poler, som Pierre jämför med de två polerna som han tror att himmelssfären roterar på. Han beskriver ett allmänt sätt att hitta magnetens poler genom att slipa stenen till en sfär. Sedan kan man lägga en bit järntråd någonstans på magneten och rita en storcirkel på klotet parallellt med den riktning järnbiten lägger sig på. När man upprepar proceduren för andra placeringar av järnbiten, ser man att alla ritade storcirklar skär varandra som meridianer i två punkter på motsatta sidor av klotet. Den ena skärningspunkten är magnetens nordpol, den andra punkten är dess sydpol. Vid polerna står järnbitar rakt upp.
Vilken pol var nordpol och vilken var sydpol kunde bestämmas genom att lägga stenen i en träskål och den i en behållare med vatten. Magnetens nordpol skulle vrida sig mot himmelsfärens nordpol. Med två märkta magneter kunde man se att olika poler attraherade varandra, och att man genom att närma en flytande magnet med samma pol kunde den få sig att flyta iväg.
En magnet kunde göra en nål magnetisk, där udden som hade varit i kontakt med magnetens sydpol vred sig mot norr när den användes som kompass. Om man tvingade nålens nordpol mot magnetens nordpol, blev nålens nordpol lätt en sydpol. Verket beskriver också vad som händer när man delar en magnet AD med nordpol vid A och sydpol vid D i två delar AB och CD. Man får två nya magneter med både en nordpol och en sydpol.
Verkets första del slutar med en teori att inte bara polerna utan även resten av magneten skulle följa himmelsfären. Eftersom Pierre trodde att stjärnorna roterade kring jorden, borde även en fritt vridbar magnet kunna följa stjärnhimmelens dagliga rotation, så att man inte skulle behöva ett urverk.